# Cole Campbell
William Cole Campbell (Houston, 20 febbraio 2006) è un calciatore statunitense, attaccante del Borussia Dortmund.

## Carriera

### Club
Campbell ha iniziato a giocare a calcio nel settore giovanile dell'Atlanta United e nel 2020 si è trasferito in Islanda all'FH Hafnarfjörður, con cui ha debuttato il 15 agosto nell'incontro di Úrvalsdeild vinto 5-0 contro il Leiknir. Il 16 maggio 2022 è stato acquistato dal Borussia Dortmund e lasciato al Breiðablik fino al termine della stagione.
Ha fatto il suo esordio con i gialloneri il 26 ottobre nell'incontro di Bundesliga perso 2-1 contro l'Augusta.

### Nazionale
Ha giocato nella nazionale islandese Under-17, prima di optare per gli Stati Uniti dove ha militato nell'Under-19.

## Statistiche

### Presenze e reti nei club
Statistiche aggiornate al 10 gennaio 2025.
| Stagione             | Squadra              | Campionato           | Campionato | Campionato | Coppe nazionali | Coppe nazionali | Coppe nazionali | Coppe continentali | Coppe continentali | Coppe continentali | Altre coppe | Altre coppe | Altre coppe | Totale | Totale | Totale |
| Stagione             | Squadra              | Comp                 | Pres       | Reti       | Comp            | Pres            | Reti            | Comp               | Pres               | Reti               | Comp        | Pres        | Reti        | Pres   | Reti   |        |
| -------------------- | -------------------- | -------------------- | ---------- | ---------- | --------------- | --------------- | --------------- | ------------------ | ------------------ | ------------------ | ----------- | ----------- | ----------- | ------ | ------ | ------ |
| 2021                 | FH Hafnarfjörður     | UD                   | 1          | 0          | CI+CdL          | 0+1             | 0               | -                  | -                  | -                  | -           | -           | -           | 2      | 0      |        |
| 2022                 | FH Hafnarfjörður     | UD                   | 1          | 0          | CI+CdL          | 0+3             | 0               | -                  | -                  | -                  | -           | -           | -           | 4      | 0      |        |
| Totale Hafnarfjörðar | Totale Hafnarfjörðar | Totale Hafnarfjörðar | 2          | 0          |                 | 4               | 0               |                    | -                  | -                  |             | -           | -           | 6      | 0      |        |
| 2022                 | Breiðablik           | UD                   | 1          | 0          | CI+CdL          | 0               | 0               | -                  | -                  | -                  | -           | -           | -           | 1      | 0      |        |
| 2024-2025            | Borussia Dortmund II | 3L                   | 5          | 1          | -               | -               | -               | -                  | -                  | -                  | -           | -           | -           | 5      | 1      |        |
| 2023-2024            | Borussia Dortmund    | BL                   | 4          | 0          | CG              | 1               | 0               | UCL                | 1                  | 0                  | -           | -           | -           | 6      | 0      |        |
| Totale carriera      | Totale carriera      | Totale carriera      | 12         | 1          |                 | 5               | 0               |                    | 1                  | 0                  |             | -           | -           | 18     | 1      |        |

## Palmarès

### Club

#### Competizioni nazionali
- Campionato islandese: 1

Breiðablik: 2022